# 石碇集順廟明德宮
石碇集順廟明德宮，又稱雙忠廟、尪公廟、仙公廟等。主祀雙忠與呂仙公，位於臺灣新北市石碇區石碇西街9號，現是石碇居民的信仰中心。清道光十八年（1838年），本地檀越由景美迎雙忠分靈建廟。二樓明德宮供奉當地礦業、醫藥的守護神孚佑帝君呂純陽祖師（呂仙公），由木柵指南宮分香而來。

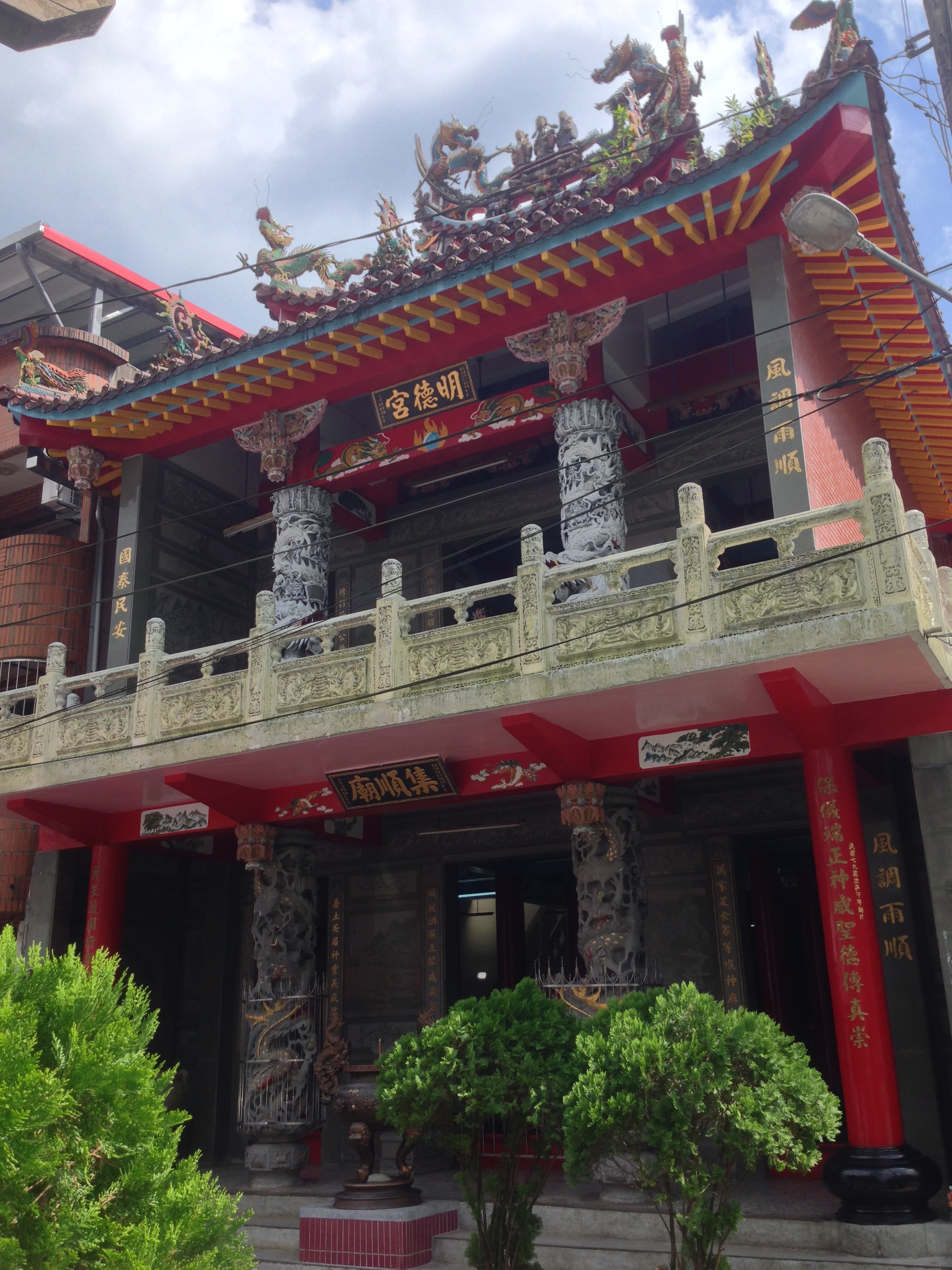
石碇集順廟明德宮

## 祀神
一樓主神龕前神桌供奉中壇元帥、司命灶君、福德正神等，龍邊神龕供奉關聖帝君，虎邊神龕供奉天上聖母。
二樓明德宮是日治時期之初，一位中醫醫師「呂林烏木」見廟宇傾頹，於是重修廟宇，並在廟中施藥濟民，故從木柵指南宮分香自己與石碇地區居民素所信奉的呂純陽祖師，定名為明德宮，祈求農民身體健康，並保佑礦工平安順利，主龕中除純陽祖師外，另陪祀印童及南宮柳星君。
二樓主神龕前神桌供奉觀音佛祖、太上感應篇神位、呂仙公等，龍邊神龕供奉王靈官，虎邊神龕供奉張大帝。

## 外部連結
- 旅遊資訊王 人文景點 石碇集順廟 （页面存档备份，存于）
- 玩全臺灣 石碇集順廟 （页面存档备份，存于）